# Un homme, sept femmes
Pour les articles homonymes, voir Venusberg.
Pour plus de détails, voir Fiche technique et Distribution.
Un homme, sept femmes (Venusberg) est un film allemand réalisé par Rolf Thiele, sorti en 1963.

## Synopsis
Sept femmes très différentes, de différentes nationalités (allemande, autrichienne, italienne, néerlandaise, suédoise) acceptent l'invitation du gynécologue Alphonse dans sa maison de vacances, située en hauteur sur une colline enneigée. Chacune d'elles avait ou a encore une relation avec lui, mais l'homme qui est au centre de l'attention reste lui-même absent. La compagne actuelle Ruth, qui avait reçu de lui la promesse qu'il divorce, attend le médecin tout comme Pony, l'amie de longue date qui est fiancé depuis quatre ans sans perspective de mariage. Il y a aussi l'étudiante en médecine et lesbienne Vera et son amie Christine ainsi qu'Inge, qui est enceinte de trois mois. La mannequin Lola de Paris est prête à épouser le plus offrant, sans oublier Florentine, qui ne prend rien trop au sérieux, qui quitte la scène comme « la gagnante » à la faveur de l'animateur absent.
Dans l'histoire presque sans narration, les femmes, pour la plupart immorales, parfois pas du tout habillées et se balançant dans leurs lits, entament un dialogue interfamilial qui, parfois de manière philosophique, touche principalement les domaines de la sexualité, de l'amour et des hommes. Un acte de décapitation de coqs, que les filles ont vidés et dont elles jouent avec les pattes, est symbolique. Dans la piscine de la villa, où les jeunes femmes traînent en ne portant que l'essentiel, la gamme thématique s'étend des interruptions de grossesse à Simone de Beauvoir et Gottfried Benn, dont les passages érotiques sont récités par Vera. Lorsqu'un homme se faufile dans la maison et attire l'attention sur lui-même, l'une des filles accepte, finit par coucher avec lui, tandis que les six autres femmes écoutent attentivement depuis la pièce voisine. À l'issue de ce rendez-vous significatif, Ruth se rendra compte que son « prince de rêve » n'est pas le bon et renoncera volontairement à un avenir et à un mariage avec Alphonse. Puis chacune des femmes part l'une après l'autre.

## Fiche technique
- Titre français : Un homme, sept femmes ou Sept Femmes dans un chalet ou Sept Femmes face à l'amour[2]
- Titre original allemand : Venusberg
- Réalisation : Rolf Thiele
- Scénario : Rolf Thiele
- Musique : Rolf Wilhelm
- Costumes : Ursula Sensburg
- Photographie : Wolf Wirth (de)
- Montage : Ingeborg Taschner
- Production : Franz Seitz Jr.
- Société de production : Franz Seitz Filmproduktion
- Société de distribution : Nora-Filmverleih
- Pays d'origine :  Allemagne de l'Ouest
- Langue : allemand
- Format : Noir et blanc - 1,33:1 - Mono - 35 mm
- Genre : Érotique
- Durée : 88 minutes
- Dates de sortie :
  -  Allemagne de l'Ouest : 26 avril 1963.
  -  Finlande : 23 avril 1965.
  -  Danemark : 30 août 1965.

## Distribution
- Marisa Mell : Florentine
- Nicole Badal : Pony
- Monica Flodqvist (sv) : Christine
- Christine Granberg : Lola
- Ina Duscha : Inge
- Claudia Marus : Vera
- Jane Axell : Ruth

## Source de la traduction
- (de) Cet article est partiellement ou en totalité issu de l’article de Wikipédia en allemand intitulé « Venusberg (Film) » (voir la liste des auteurs).